# Paroedura hordiesi
Paroedura hordiesi — вид геконоподібних ящірок родини геконових (Gekkonidae). Ендемік Мадагаскару. Описаний у 2018 році.

## Поширення й екологія
Paroedura hordiesi відомі з типової місцевості, що лежить у масиві Монтань-дес-Франсе у провінції Анціранана на півночі острова Мадагаскар.